# Amapacylapus
Amapacylapus is een geslacht van wantsen uit de familie van de Miridae (Blindwantsen). Het geslacht werd voor het eerst wetenschappelijk beschreven door Carvalho & Fontes in 1968.

## Soorten
Het genus bevat de volgende soorten:

- Amapacylapus amapariensis Carvalho & Fontes, 1968
- Amapacylapus englemani Carvalho, 1991
- Amapacylapus labeculosus (Bergroth, 1922)
- Amapacylapus nigricapitis Carvalho, 1986
- Amapacylapus rondoniensis Carvalho, 1986
- Amapacylapus unicolor Wolski, 2017